# RTV Slingeland
RTV Slingeland is de lokale omroep in de gemeente Winterswijk.
Slingeland FM is het radiogedeelte van RTV Slingeland. Slingeland FM is ontstaan uit de piraat Baccara en fuseerde op 18 januari 1996 met de ziekenomroep Studio XYZ. Het muziekformat dat gehanteerd wordt is voor het grootste gedeelte popmuziek, maar er zijn ook diverse programma's die een ander genre hebben. Sinds 1 oktober 2010 heeft de omroep een eigen televisiekanaal.